# Chrysolina fastuosa
Chrysolina fastuosa (Scopoli, 1763) è un coleottero della famiglia dei Crisomelidi.

## Descrizione

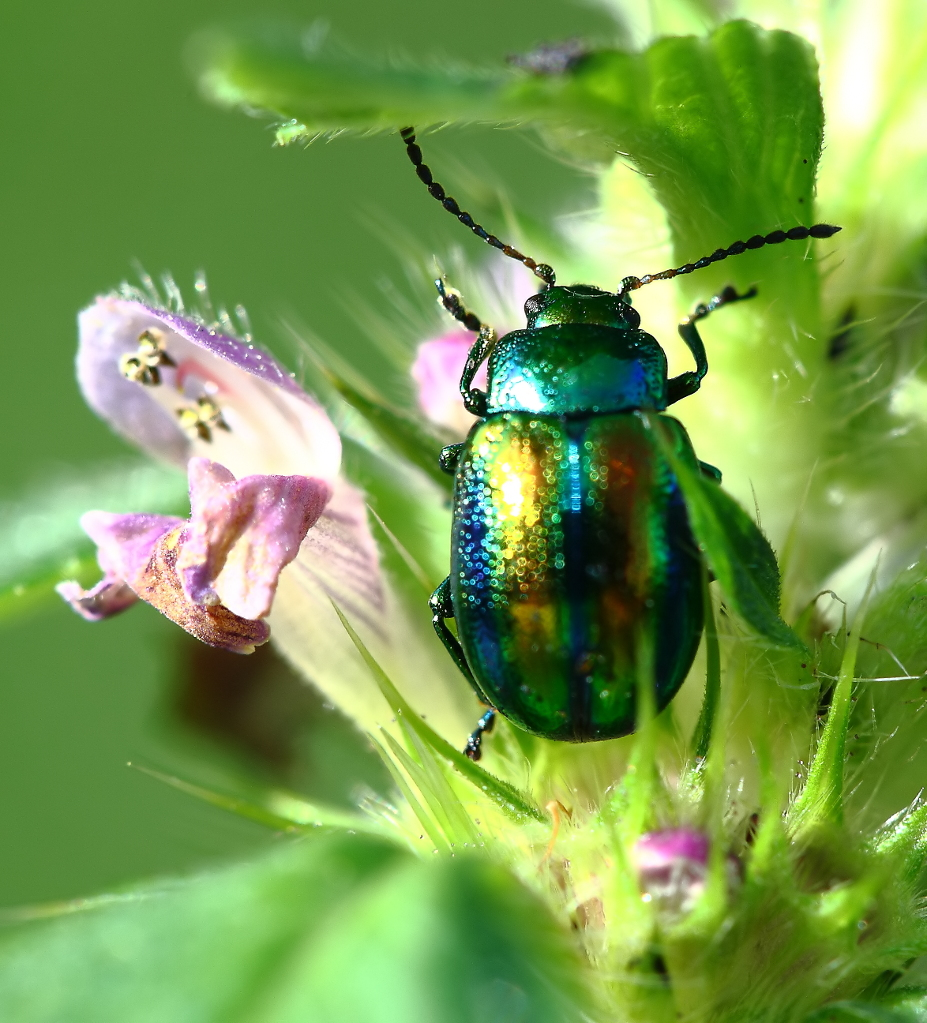
Esemplare fotografato in Sassonia (Germania)

Questo coleottero è di un uniforme colore verde metallizzato, o talvolta bronzo metallizzato, con i punti di sutura blu e generalmente con una fascia rossa o dorata longitudinale. È grande tra i 5 e i 7 mm.

## Biologia
È una specie fitofaga che si nutre, sia a livello larvale, sia da adulta, di varie specie di Lamiaceae e di Urticaceae; le larve sono attive di notte, mentre di giorno si nascondono all'interno delle capsule. Generalmente l'inverno viene passato in stadio di prepupa, ma potrebbe essere in grado di svernare anche negli altri stadi.
Chrysolina fastuosa è uno dei bersagli del parassita Tachinide Macquartia grisea.

## Distribuzione e habitat
La specie è presente in pressoché tutta Europa (sebbene vada notato che per alcuni paesi ed isole non sono presenti dati), oltre che in Caucaso, Turchia, Afghanistan e Siberia. È frequente specialmente negli ambienti umidi.

## Tassonomia
Sono note le seguenti sottospecie:
- Chrysolina fastuosa andorrensis Bechyne, 1950
- Chrysolina fastuosa biroi Csiki, 1953
- Chrysolina fastuosa fastuosa (Scopoli, 1763)
- Chrysolina fastuosa inexplicabilis (Scopoli, 1763)
- Chrysolina fastuosa ventricosa (Suffrian, 1858)